# Albert d'Udekem d'Acoz
Baron Jacques Albert Bernard Joseph Ghislain d'Udekem d'Acoz (Leuven, 5 april 1828 – Drongen, 17 juni 1900) was een Belgisch edelman. Hij was de betovergrootvader van koningin Mathilde en zanger Art Sullivan.

## Biografie
Albert d'Udekem d'Acoz was een telg uit de familie D'Udekem d'Acoz. Hij was de oudste van zeven kinderen van baron Gérard d'Udekem (1785-1866) en Justine de Posson de Wanfercée (1799-1884). Hij erfde de baronstitel van zijn vader en verkreeg in 1886 toelating om, samen met zijn broer Louis, d'Acoz aan zijn familienaam toe te voegen.

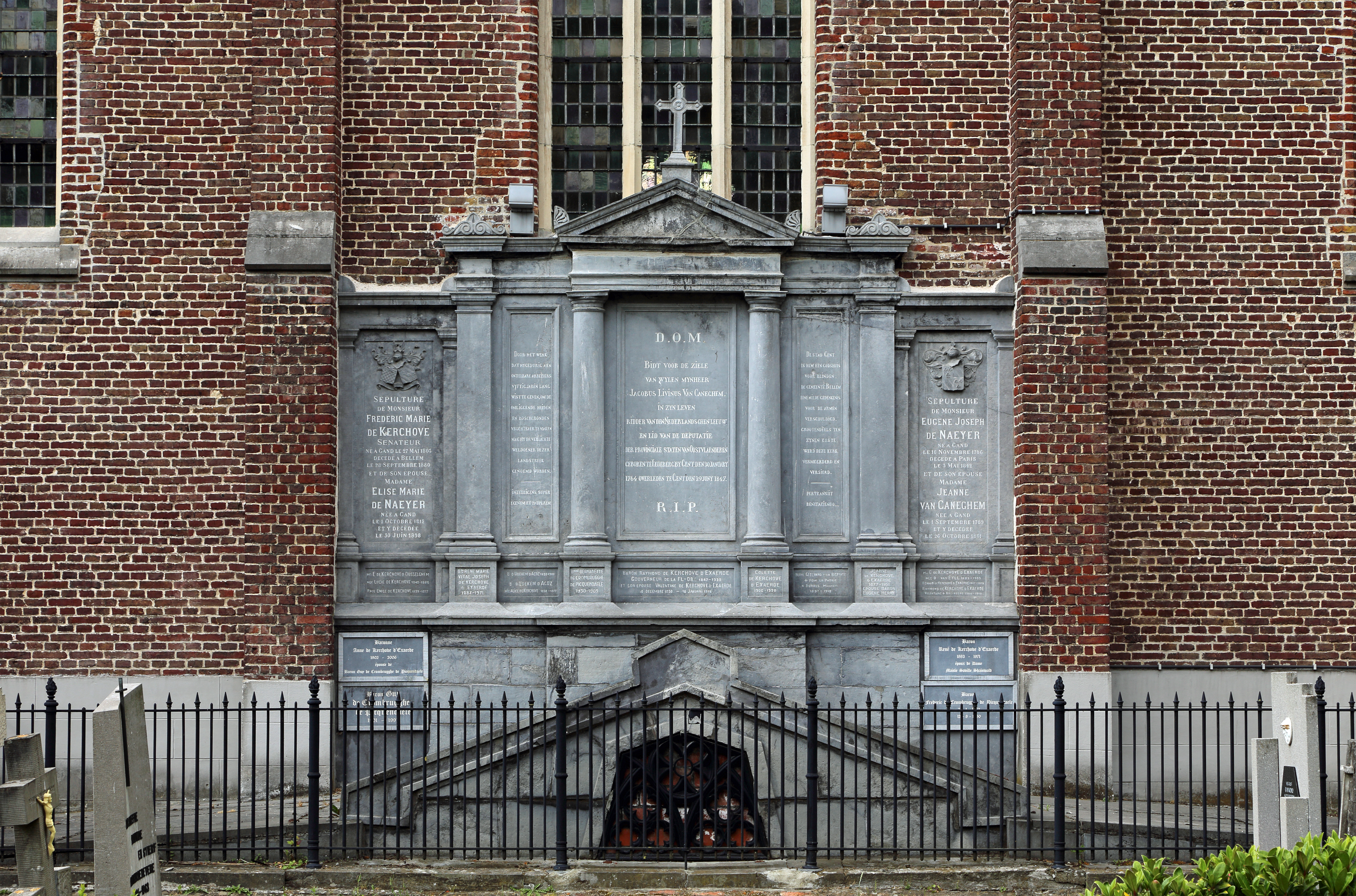
Familiegraf Van Caneghem-de Nyer-De Kerchove d'Exaerde aan de Onze-Lieve-Vrouw-Geboortekerk in Bellem, waar ook baron Albert d'Udekem d'Acoz begraven ligt.

Hij trouwde in 1860 in Gent met Alice de Kerchove (1838-1877), dochter van Frédéric de Kerchove, gemeenteraadslid van Bellem en senator. Ze bewoonden het Kasteel Mariahove in Bellem en kregen tien kinderen, van wie zes de volwassen leeftijd bereikten.
- baron Maximilien d'Udekem d'Acoz (1861-1921), trouwde in 1884 in Gent met jkvr. Angelique van Eyll (1863-1935), overgrootouders van koningin Mathilde. Ze kregen een zoon en twee dochters.
- Marguerite d'Udekem d'Acoz (1862-1864)
- Louise d'Udekem d'Acoz (1864-1966), trouwde in 1884 in Gent met Erard Pigault de Beaupré (1855-1932), pauselijk graaf. Ze kregen twee zoons en drie dochters, met afstammelingen tot heden.
- Paul d'Udekem d'Acoz (1865-1952), baron (1924), trouwde in 1890 in Gent met burggravin Madeleine de Nieulant et de Pottelsberghe (1868-1938). Ze kregen vijf zoons en een dochter, met afstammelingen tot heden.
- Henri d'Udekem d'Acoz (1870-1915), trouwde in 1903 in Brugge met Cécile van Outryve d'Ydewalle (1879-1925), dochter van ridder Eugène van Outryve d'Ydewalle, burgemeester van Ruddervoorde, provincieraadslid van West-Vlaanderen en volksvertegenwoordiger, maar zonder nakomelingen. Hij verdween op 25 mei 1915 op mysterieuze wijze.
- Eugénie d'Udekem d'Acoz (1867-1867)
- Auguste d'Udekem d'Acoz (1868-1868)
- Madeleine d'Udekem d'Acoz (1872-1872)
- Xavier d'Udekem d'Acoz (1873-1963), trouwde met Madeleine Verhaeghe de Naeyer (1880-1958), maar zonder nakomelingen.
- Jacques d'Udekem d'Acoz (1876-1967), trouwde in 1932 in Gent met Juliette Lefèvre Mansard de Sagonne (1896-1988), maar zonder nakomelingen.

Hij was een schoonbroer Emmanuel Neeffs, historicus en burgemeester van Bonheiden, Edgard de Kerchove d'Ousselghem, burgemeester van Bellem en Landegem, provincieraadslid van Oost-Vlaanderen en senator, Robert de Kerchove, stichter en eerste abt van de Abdij van Keizersberg, en baron Raymond de Kerchove d'Exaerde, burgemeester van Woubrechtegem en provincieraadslid en gouverneur van Oost-Vlaanderen.
Hij was provincieraadslid van Brabant.